# Phalacrus maximus
Phalacrus maximus là một loài bọ cánh cứng trong họ Phalacridae. Loài này được Fairmaire miêu tả khoa học năm 1852.